# Castillo de los Condes de Benavente
El castillo de los Condes de Benavente es una fortaleza militar ubicada en Puebla de Sanabria, localidad perteneciente a la provincia de Zamora.
En la actualidad acoge en su parte norte el «Centro de Visitantes en la “Casa del Gobernador”» y la «Oficina Municipal de Turismo», con diversas salas temáticas sobre la «Ruta de los Pimentel», así como sobre la riqueza histórica, etnográfica, paisajística y faunística de diversos enclaves de Sanabria y de la sierra de la Culebra. En la torre del homenaje, popularmente conocida como el Macho, está el denominado «Centro de las Fortificaciones» con información tanto de la historia del castillo y villa como de las fortalezas de la provincia de Zamora, además de unas excelentes vistas panorámicas del exterior. El ala este alberga la «Casa de Cultura», compuesta por tres salas destinadas a salón de actos, biblioteca municipal y sala de exposiciones.

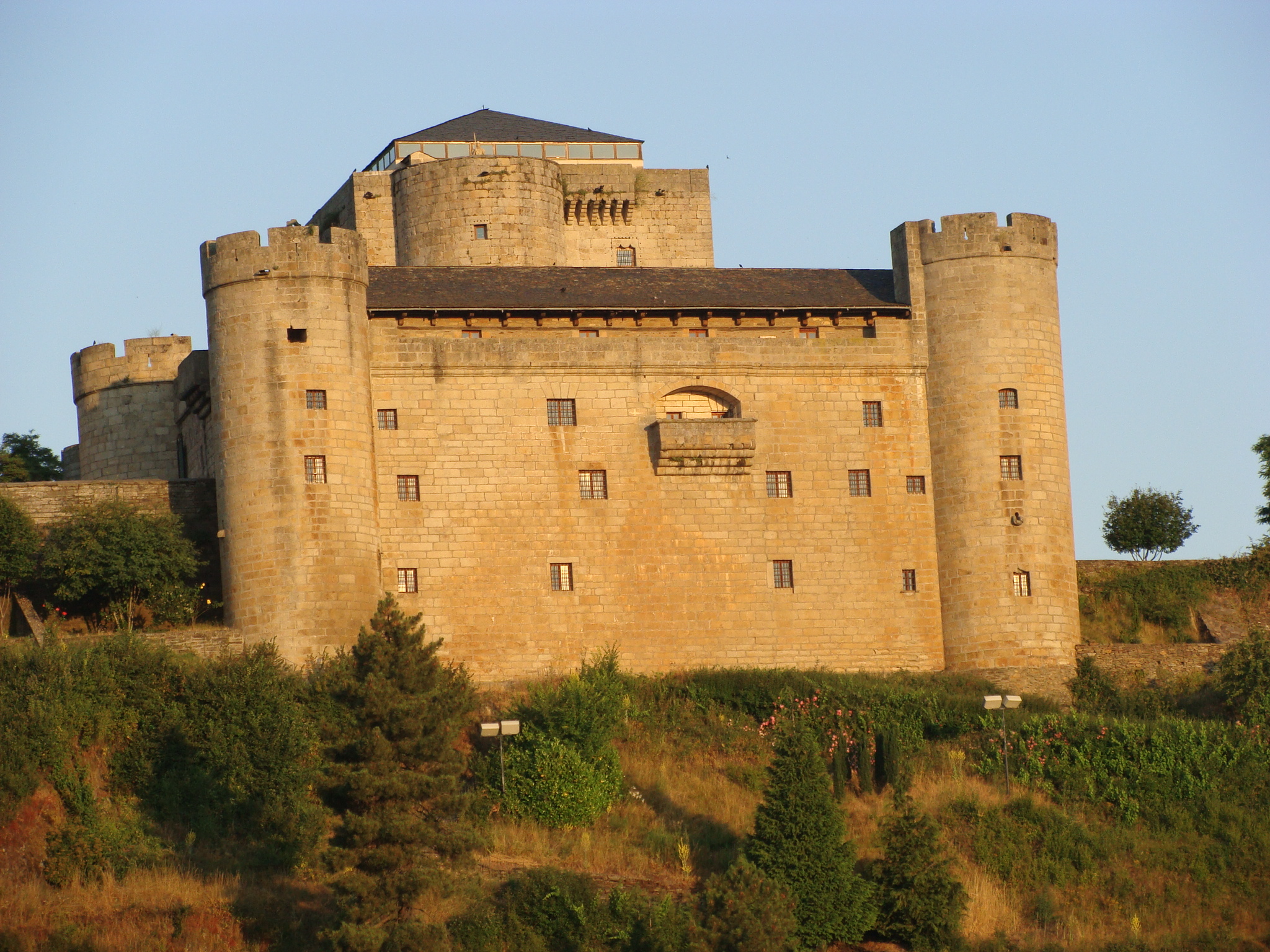
Vista del castillo

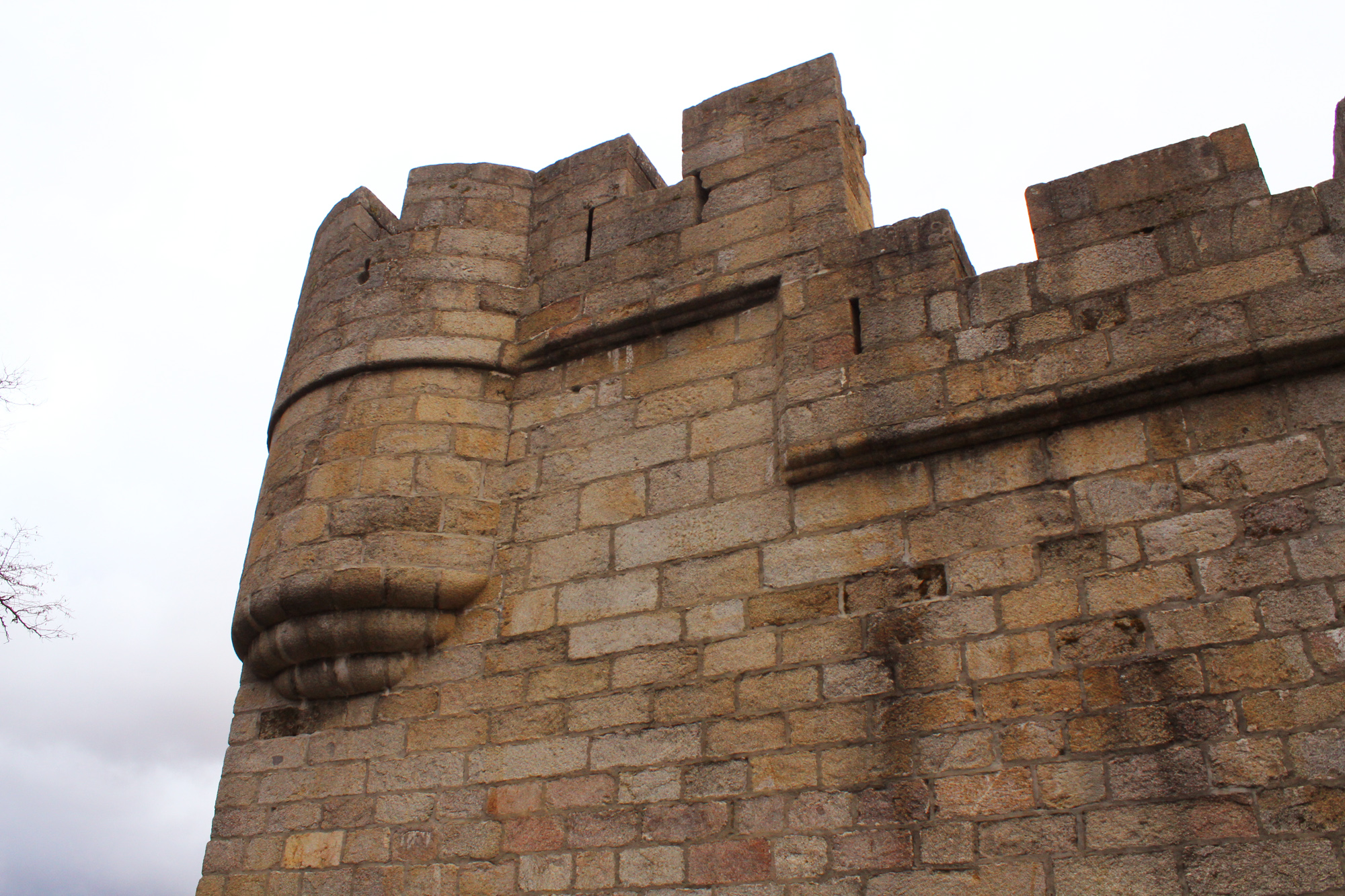
Detalle del castillo

## Historia
Uno de los primeros documentos que mencionan esta localidad tienen su origen en el Concilio de Lugo del año 569, en el que se proclama la creación de nuevos obispados y el reparto de la diócesis. De esta forma, al prelado de Orense se le atribuyen los lugares de Palla, Auna, Verugio, Bebalos, Ceporos, Temnes, Pinca, Sassavio, Vercanos, Senabria y Calabaças Maiores (Calabor). La relevancia de esta localidad se plasmó en la carta de fuero o carta puebla que concedió a Puebla de Sanabria en 1220 el rey Alfonso IX -en términos similares a los de Benavente, y que en 1273 ratificó Alfonso X, coincidiendo con el periodo de Repoblación y Reconquista que auspiciaron ambos monarcas. Del castillo hay referencias documentales en el siglo XIV en las que se indica que la «torre baxa que llamavan de los Losada». El bastardo Enrique arrebata la Puebla a Men Rodríguez de Sanabria, señor de la zona, y se la otorga a los Losada por el apoyo en la guerra contra Pedro I.
En el último tercio del siglo XV la familia Pimentel, Condes de Benavente, se hacen con el control de Puebla y su comarca. Es durante su dominio cuando se ejecutan la mayor parte de los trabajos de la actual fortaleza, entre 1477 y 1482 con el IV Conde de Benavente, Rodrigo Alonso Pimentel. El maestro Juan de Herrada participa en los trabajos de la torre del Macho, la torre del homenaje.
Las sucesivas guerras con Portugal en el siglo XVIII y con Francia en el XIX dejan al castillo prácticamente destruido. De hecho, durante la denominada Guerra de la Independencia, de 1808, el castillo fue testigo de la llegada de algunos destacamentos de la División Serrar. Tratando de avituallarse, avanzaron por el camino de Braganza, oponiéndose a su marcha el general Silveira, que se dirigió a su encuentro sobre la villa de Puebla de Sanabria, donde los franceses habían entrado el 29 de julio, llegando los portugueses al amanecer del día siguiente día 30". Silveira con sus dos Brigadas de Milicias y 200 soldados del XII regimiento de caballería cercó el castillo de Puebla, un 3 de agosto, obligando a capitular a los franceses el día 10. Los franceses entregan sus armas personales, 9 piezas de artillería de gran calibre y un Águila perteneciente al batallón suizo que allí se rindió.
El 17 de febrero de 2022 fue declarado bien de interés cultural, con la categoría de monumento, mediante un acuerdo publicado en el Boletín Oficial de Castilla y León el día 21 de ese mismo mes.

## Cesión al ayuntamiento
Durante el resto del siglo XIX, el castillo vive una época de abandono y, dado el nulo uso como fortaleza militar que tenía, el gobierno decide cedérselo al ayuntamiento de la Puebla de Sanabria. Así, el 28 de julio de 1895 la reina regente, María Cristina, en nombre de su hijo Alfonso XIII, sanciona en San Sebastián la ley en la que se materializa dicha sesión. Se trata de una ley corta, de apenas tres artículos y que será publicada por la Gaceta de Madrid el 30 de julio de ese mismo año, y que en su artículo primero dispone:

«Se cede provisionalmente al Ayuntamiento de Puebla de Sanabria, el antiguo castillo que existe en aquella villa, hasta tanto que se determine si será o no útil para la defensa de la frontera de Portugal, y, en caso negativo, la cesión será definitiva y de pleno dominio».

El Ministerio de la Guerra, como prevención, consiguió que la cesión fuera condicionada al establecerse en el artículo tercero:

«cuando el Ministerio de la Guerra necesite el castillo volverá a su dominio».

## Usos
Desde su cesión al ayuntamiento de Puebla, el castillo ha tenido los más variados usos, desde cárcel municipal hasta almacén de paja o gallinero. Posteriormente, ya en la década de los años noventa del siglo XX, el castillo adoptará un uso decididamente cultural al instalarse en él definitivamente la biblioteca (1991), la sala de exposiciones y el salón de actos. En el año 2006, la Torre de Homenaje del castillo, popularmente conocida como el Macho, se convirtió en el centro de interpretación de las Fortificaciones, merced a un proyecto de la Fundación del Patrimonio Histórico de Castilla y León, mientras que la Casa del Gobernador se convierte en 2007 en el Centro de Recepción de Visitantes.